# Mati Lepp
Mati Lepp (ur. 1947 w Sztokholmie) – szwedzko-estoński ilustrator książek dla dzieci.
Książki z ilustracjami Matiego Leppa, które ukazały się w Polsce:
| L.p. | Tytuł polski                   | Tytuł oryginalny              | Autor             | Tłumaczenie               | Rok pierwszego wydania w Szwecji | Rok pierwszego wydania w Polsce | Wydawnictwo           | ISBN              |
| ---- | ------------------------------ | ----------------------------- | ----------------- | ------------------------- | -------------------------------- | ------------------------------- | --------------------- | ----------------- |
| 1    | Billy i gwizdek                | Billy och visselpipan         | Birgitta Stenberg | Barbara Gawryluk          | 1989                             | 2013                            | EneDueRabe            |                   |
| 2    | Billy w szkole                 | Billy i skolan                | Birgitta Stenberg | Barbara Gawryluk          | 1993                             | 2014                            | EneDueRabe            |                   |
| 3    | Billy i potwór                 | Billy och monstret            | Birgitta Stenberg | Barbara Gawryluk          | 1994                             | 2012                            | EneDueRabe            |                   |
| 4    | Billy i dziwny dzień           | Billy och den konstiga dagen  | Birgitta Stenberg | Agnieszka Stróżyk         | 1997                             | 2023                            | Wydawnictwo Zakamarki | 978-83-7776-248-6 |
| 5    | Billy i świnki                 | Billy och grisarna            | Birgitta Stenberg | Agnieszka Stróżyk         | 2000                             | 2024                            | Wydawnictwo Zakamarki | 978-83-7776-262-2 |
| 6    | Jak mama została Indianką      | När mamma var indian          | Ulf Stark         | Katarzyna Skalska         | 2002                             | 2008                            | Wydawnictwo Zakamarki | 978-83-60963-44-9 |
| 7    | Jak tata się z nami bawił      | Kvällen när pappa lekte       | Ulf Stark         | Katarzyna Skalska         | 2004                             | 2011                            | Wydawnictwo Zakamarki | 978-83-7776-010-9 |
| 8    | Billy jest zły                 | Billy blir arg                | Birgitta Stenberg | Hanna Dymel-Trzebiatowska | 2006                             | 2009                            | EneDueRabe            |                   |
| 9    | Billy i tajemniczy kot         | Billy och den mystiska katten | Birgitta Stenberg | Hanna Dymel-Trzebiatowska | 2007                             | 2010                            | EneDueRabe            |                   |
| 10   | Matematyka ze sznurka i guzika | Kul med matte                 | Kristin Dahl      | Agnieszka Stróżyk         | 2009                             | 2010                            | Wydawnictwo Zakamarki | 978-83-60963-78-4 |